# Немо (харонський кратер)
Немо (англ. Nemo) — кратер на Хароні – супутнику Плутона. У поперечнику 44 км. Його названо МАСом 11 квітня 2018 року на честь Капітана Немо.